# Clapar (Karanggayam)
Clapar is een bestuurslaag in het regentschap Kebumen van de provincie Midden-Java, Indonesië. Clapar telt 2008 inwoners (volkstelling 2010).